# Welsh rarebit

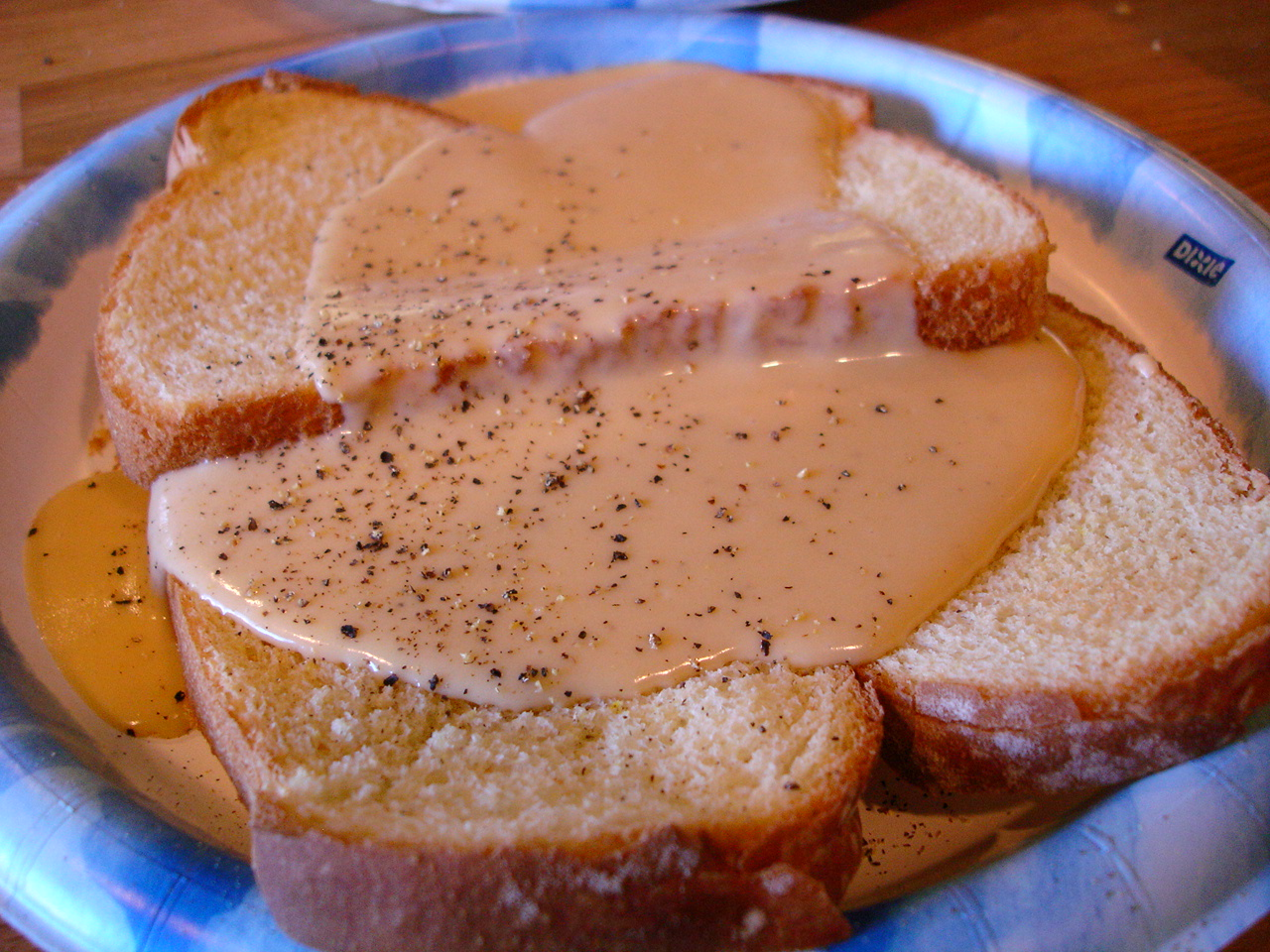
Welsh rarebit.

El Welsh rarebit, Welsh rabbit (‘conejo galés’ en inglés) o, más infrecuentemente, solo rarebit, llamado en Gales caws pobit, es un plato con una salsa salada hecha con una mezcla de queso y varios otros ingredientes servida caliente sobre una tostada. El nombre surgió en el siglo XVIII en Gran Bretaña.

## Características
Se elabora típicamente con queso cheddar, en contraste con la fondue continental, elaborada clásicamente con quesos suizos.

Libros de cocina ingleses del siglo XVIII revelan que entonces era considerado una cena deliciosa o plato de taberna, hecha de quesos buenos de tipo cheddar y pan de trigo (...) Sorprendentemente, parece que no solo había un Welsh rabbit, sino también un English rabbit (inglés), uno Irish (irlandés) y un Scotch rabbit (escocés), pero no un rarebit.

Diversas recetas del Welsh rarebit incluyen la adición de ale, mostaza, pimienta roja molida o pimentón y salsa Worcestershire. La salsa también puede elaborarse mezclando queso y mostaza en una bechamel o salsa Mornay. En los Estados Unidos Stouffer's comercializa una versión de la salsa congelada.
Reconociendo que hay más de una forma de preparar el rarebit, algunos recetarios incluyen dos recetas: The Boston cooking-school cook book de 1896 incluye dos, una a base de bechamel y otra con cerveza, Le Guide culinaire de 1907 tiene dos, una con ale y otra sin ella, y The Constance Spry cookery book de 1956 también dos, una con harina y otra sin ella.

## Variantes
El término rarebit se usa en cierto grado para variante del plato, especialmente para el buck rarebit, que añade un huevo escalfado, sobre o bajo la salsa de queso.[cita requerida]
El Hot Brown de Kentucky es una variante que añade pavo y panceta a la receta tradicional.
El Welsh rabbit mezclado con tomate (o sopa de tomate) se conoce como Blushing Bunny (‘conejo ruborizado’).

## Origen del nombre
El primer uso registrado del término «Welsh rabbit» fue en 1725, pero el origen del término se desconoce. Puede tratarse de un nombre irónico acuñado en la época en la que los galeses eran escandalosamente pobres: sólo la gente adinerada podía permitirse acudir a la carnicería, y mientras en Inglaterra el conejo era la carne de los pobres, en Gales la carne de los pobres era el queso. También podía entenderse como una calumnia contra los galeses: si uno de ellos iba a cazar conejos, ésta sería su cena.
También es posible que el plato se atribuyera a Gales porque se consideraba a los galeses especialmente orgullosos de su queso, como recogió Andrew Boorde en su Fyrst Boke of the Introduction of Knowledge (1542), cuando escribió que como galés amaba el queso asado, en lo que supone la referencia conocida más antigua al consumo de queso en las islas británicas, si bien que esto implique la existencia de una receta parecida al Welsh rarebit es simple especulación.

### Rarebit
El término Welsh rarebit fue evidentemente una corrupción posterior de Welsh rabbit, registrada por primera vez en 1785 por Francis Grose. Según el Oxford English Dictionary, Welsh rarebit es una «alteración etimologizada. No hay evidencias del uso independiente de rarebit.»
Michael Quinion escribe: «El Welsh rabbit es básicamente queso en tostada (la palabra no es rarebit por cierto, eso es el resultado de una falsa etimología; rabbit se usa aquí de la misma forma que turtle en la mock-turtle soup (‘sopa de tortuga falsa’), que nunca ha llevado tortuga, o duck en Bombay duck (‘pato de Bombay’), que en realidad era un pescado seco llamado bummalo.»
La entrada en el Dictionary of English Usage de Merriam-Webster es «Welsh rabbit, Welsh rarebit» y afirma: «Cuando Francis Grose definió el Welsh rabbit en A Classical Dictionary of the Vulgar Tongue de 1785, señaló por error que rabbit era una corrupción de rarebit. No es seguro que esta idea errónea surgiera con Grose...»

### Leyendas y humor
Una leyenda mencionada en el recetario de Betty Crocker afirma que los campesinos galeses tenían prohibido comer los conejos cazados en los terrenos de la nobleza, por lo que usaban queso fundido como sustituto. El libro también menciona que Ben Jonson y Charles Dickens comieron Welsh rabbit en Ye Olde Cheshire Cheese, un pub de Londres. No hay evidencias de nada de esto y de hecho Ben Jonson murió casi un siglo antes de que el término Welsh rabbit fuera registrado por primera vez.
Según el escritor satírico estadounidense Ambrose Bierce, el uso continuado de rarebit fue un intento de racionalizar la ausencia de conejos, escribiendo en su Devil's Dictionary de 1911: «RAREBIT s. Un conejo galés, en el habla de la gente sin gracia, que señalan que no es un conejo. A quienes debe explicarse solemnemente que la comida conocida como toad in the hole no es en realidad un sapo, y que ris de veau à la financière no es la sonrisa de una ternera preparada según la receta de una banquera.»